# Keteleeria davidiana
Keteleeria davidiana (chino: 铁坚油杉) es una especie de conífera de árboles perennes nativos de Taiwán y sudeste de China, en la provincia de Gansu, Guangxi, Guizhou, Hubei, Hunan, Shaanxi, Sichuan, and Yunnan. Los árboles están restringidos a colinas, montañas y valles elevados de 200-1500 m de altitud. Generalmente crece en climas más continentales que las otras dos especies de Keteleeria.
Alcanza los 40-50 m de altura, desarrollando una corona irregular con grandes ramas. Las ramas tienen una densa cubierta de vellosidad. La corteza es marrón o gris-negruzco. Las hojas de aguja tienen 2-6.4 cm de longitud y 3.6-4.2 mm de ancho. Las piñas son de color marrón claro y se encuentran erectas en las ramas. Alcanzan 8-20 cm de longitud y 4-5 cm de ancho. Las semillas oblongas aladas maduran en octubre-noviembre y tienen 13 mm de longitud.
Existen tres variedades:
- Keteleeria davidiana var. calcarea. Guangxi y Guizhou en montañas calcáreas.
- Keteleeria davidiana var. davidiana.
- Keteleeria davidiana var. formosana. Endémica de Taiwán, a 300-900 m.